# Jive Bunny & The Master Mixers
Jive Bunny & The Mastermixers fue un dúo de DJ's británico originario de Rotherham, Yorkshire del Sur, el cual mezclaba canciones de los años 50 y 60; como el Twist, el Swing, el Rock and Roll, y de algunas series de televisión al estilo de Stars on 45. Entre los que se escuchaban; Bill Halley, Elvis Presley, Little Richard, Glenn Miller, Chubby Checker; la serie de TV Hawaii 5-0, entre otros. Reconocido mundialmente por tener el dibujo de un conejo en portada de todos sus discos y temas, además en las actuaciones también aparecía un hombre con un disfraz de la mascota.
Sus mixes más conocidos son Swing The Mood, Let's Party y That's What I Like (1989). Todas ellas fueron número uno en el año 1989.

## Carrera musical
Doncaster DJ y el productor Les Hemstock crearon el original y exitoso "Swing The Mood", para el servicio Mastermix DJ de Music Factory. Con esta creación, John y Andrew Pickles (padre e hijo) sacaron su primer número uno. El nombre "Jive Bunny" viene de un apodo que utilizaba Andrew para llamar a un amigo.
Más tarde, Ian Morgan, un compañero DJ diseñó y creó algunas de las mezclas con Andy Pickles. Éste, será remplazado en la década de 1990 por el DJ y productor Mark Smith, apodado "The Hitman".

## Discografía

### Jive Bunny: The Album
Publicado en 1989, fue el primer álbum que el dúo británico sacó al mercado. El ritmo de Twist combinado con el Swing o Rock and Roll hizo despertar un interés por este tipo de música a las nuevas generaciones. Tal fue el éxito, que el grupo consiguió dos números uno en Reino Unido, con Swing The Mood, y That's What I Like, ambos singles incluidos en dicho álbum. Let's Party fue otro sencillo que alcanzó el número 1 en Reino Unido en diciembre de 1989. En cambio, la posición más alta alcanzada del álbum no fue en Reino Unido, donde alcanzó el número 2 sino que fue en Australia, llegando al número 1.

#### Listado de pistas[7]
1. Swing the Mood
2. Rock and Roll Party Mix
3. Lover's Mix
4. Do You Wanna Rock
5. That's What I Like
6. Glen Miller Medley
7. Swing Sisters Swing
8. Hopping Mad

### It's Party Time
Segundo álbum del grupo, publicado en 1990. Con el éxito conseguido dos años atrás con su primer disco, decidieron sacar un segundo para afianzarse en el mercado y tener un público objetivo. Por desgracia, éste tuvo mucha menos repercusión que el primero, ya que no estuvo ninguna semana en el número 1 de ningún país, y tan sólo consiguió llegar al puesto 23 de la lista de Reino Unido. La llama de los DJ's británicos se apagaba, por lo que decidieron darse un tiempo hasta que sacaran su tercer y último álbum, puesto que no lograron asentarse en el mercado. En cambio, un año después intentaron remontar con tres singles, sin éxito puesto que no lograron estar entre los 25 mejores puestos de Reino Unido.

#### Listado de pistas[9]
1. Can Can You Party
2. Here We Go Again
3. Keep A Rockin'
4. The Bunny Girls
5. The Roaring Twenties
6. Let's Twist Again
7. The Best of British
8. Still In Love
9. Sounds Like Fun
10. Crazy Party Mix